# Marc-Marie Huijbregts
Marc-Marie Cornelis Huijbregts (Tilburg, 21 december 1964) is een Nederlands cabaretier, acteur, auteur en presentator.

## Levensloop
Na de havo studeerde Huijbregts personeelswerk in Breda, maar al snel zocht hij zijn geluk in de musicalwereld. Hij solliciteerde bij de musical Company en werd aangenomen. Hierna volgden rollen bij andere musicals, het toneel, de opera en in televisieseries.
Ondanks vernietigende kritieken op zijn eerste soloprogramma, een liedjesprogramma in 1991, bleef Huijbregts acteren. Eind 1998 ontmoette hij Raoul Heertje bij een presentatiecursus, die hem uitnodigde om mee te doen aan een open-podiumavond bij de Comedytrain. Huijbregts leerde daar om als zichzelf op het podium te staan en niet als een acteur die een rol speelt. Ruim een jaar later stond hij in de finale van Cameretten 1999 die hij met overmacht won. Naast de juryprijs won hij ook de persoonlijkheidsprijs én de publieksprijs, wat eerder alleen Joke van Leeuwen (1978) en Mumtaz Jafri (1995) was gelukt. Huijbregts kreeg tijdens de halve finale al een staande ovatie, iets dat nog nooit was voorgekomen tijdens het Cameretten-festival. In datzelfde jaar begon hij tevens met het inspreken van tekenfilmpersonages Tommy en Bobby, in respectievelijk de populaire tekenfilmseries Princess Sissi en Bobby's Wereld, te zien op jeugdzender Fox Kids.
In 2000 ontving hij de Pall Mall Exportprijs, en vervolgens maakte hij in korte tijd carrière met zijn soloprogramma Marc-Marie H. en met zijn optreden in het satirische televisieprogramma Dit was het nieuws van de TROS. In 2001 tekende Huijbregts een contract met de KRO voor het maken van talkshowachtige televisieprogramma's, waarna hij het live uitgezonden Marc-Marie Rechtstreeks maakte. Dat programma verdween al snel weer van het scherm, na vernietigende recensies in de media. Tevens speelde hij van 2003 tot 2010 de rol van Sorrypiet in Het Sinterklaasjournaal. In november 2013 distantieerde Huijbrechts zich van de Zwarte Piet-traditie. Hij speelde jarenlang Sorrypiet, maar nadat er een discussie was losgebarsten in Nederland over Zwarte Piet en discriminatie wilde hij alleen nog Sorrypiet spelen met een paar roetvegen op zijn gezicht. Sorrypiet kwam niet terug op tv.
Op 22 september 2004 mocht Huijbregts de eerste VSCD Cabaretprijs in ontvangst nemen. Hij kreeg de prijs voor het 'meest indrukwekkende programma van het afgelopen seizoen'.
In 2005 deed hij mee aan het televisieprogramma Wie is de Mol?. Hij ontmaskerde Yvon Jaspers als Mol, waardoor hij de winnaar werd van het programma. Iedere vrijdag was hij vaste tafelgast bij het VARA-programma De Wereld Draait Door. Tijdens de uitzending van 13 februari 2009 vertelde Huijbregts dat hij al tien jaar een pruik droeg en daarmee stopte. Hij noemde het zijn 'cavia'.
In 2006 maakte de KRO een remake van de hitserie uit 1969 't Schaep met de 5 pooten, een komische Nederlandse televisieserie van regisseur Joes Odufré, die vanaf 5 december 1969 door de KRO werd uitgezonden. Huijbregts speelde Lukas Blijdtschap, de rol die in de oorspronkelijke serie door Leen Jongewaard werd gespeeld. Ook in de vervolgserie 't Vrije Schaep, die begin 2009 bij de KRO werd uitgezonden, speelde Huijbregts mee. Twee jaar later vertolkte hij deze rol wederom in 't Spaanse Schaep.
Eind 2007 presenteerde Huijbregts samen met Yvon Jaspers het KRO-programma Kerst met Marc-Marie en Yvon.
Vanaf september 2009 presenteerde Huijbregts voor de NCRV het nieuwe programma Marc-Marie in 't Wild. Hij ging daarin op zoek naar gevaarlijke dieren op de Afrikaanse savanne. In elke aflevering spoorde hij een wild dier op en kreeg hij de opdracht om dit zo dicht mogelijk te benaderen. Als bewijs dat het gelukt was, moest hij met het dier op de foto.
In augustus 2010 werd bekend dat Huijbregts Gerard Joling zou gaan vervangen bij de zaterdagavondshow op SBS6. In 2011 was hij de eerste gast van het 24e seizoen van het tv-programma Zomergasten.
In 2014 was Huijbregts te zien als teamleider in het RTL 4 programma Het zijn net mensen. Van 2015 tot en met 2016 was hij eveneens te zien als teamleider in de Vlaamse versie van het programma dat uitgezonden werd door VIER. In 2017 speelde hij Jaap Mengelmoes in seizoen 18 van de Vlaamse kinderserie Samson en Gert. In 2018 presenteerde Huijbregts samen met Paul de Leeuw het televisieprogramma Als je alles hebt gehad!.
Vanaf eind 2020 tot april 2023 vormde Huijbregts een duo met Aaf Brandt Corstius, met wie hij de wekelijkse podcast Marc-Marie & Aaf Vinden Iets maakte. In deze afleveringen stond elke week een onderwerp centraal, hetgeen uiteindelijk door sterren werd beoordeeld. Ook werd er wekelijks een mening gegeven over een roddelblad en een ingezonden probleem van een luisteraar. De podcast werd geproduceerd door Tonny Media.
In 2021 deed hij mee als de vogelverschrikker in het RTL 4-programma The Masked Singer.
In maart 2022 werd bekend dat Huijbregts plaatsneemt als jurylid in het RTL 4-programma Holland's Got Talent.
In 2023 maakt Huijbregts ook wekelijks de podcast Marc-Marie en Jan zijn voor niemand bang met Jan Uriot, geproduceerd door Tonny Media en te beluisteren op Podimo. 
In april 2023 werd de podcast met Brandt Corstius gestopt en startte Huijbregts de wekelijkse podcast Marc-Marie en Isa vinden iets met Isa Hoes.

## Persoonlijk
Huijbregts valt op door zijn hoge stem. Hij heeft een geschoolde contratenorzangstem, iets wat niet vaak voorkomt. Hij is in 2003 getrouwd met zijn man Karim, met wie hij sinds 1998 samen is.

## Programma's

### Cabaret (solo)
- 2000: Marc-Marie H.
- 2002: M-M Huijbregts
- 2006: Opdat ik niet vergeet
- 2009: Marc-Marie Punt
- 2013: Florissant
- 2016: Getekend
- 2018: Onderweg naar morgen (oudejaarsconference 2018)
- 2021: Uitgesproken

### Theater
- 2005: Amadeus
- 2009: Hotel Atlantico – Bram
- 2010: Het leven volgens Emma – gastrol
- 2011: Meepesaant (met Marcel Musters)
- 2012: Vertellingen van 1001 nacht – Sheherazade

### Televisie
| Jaar             | Titel                                      | Rol                                        | Opmerkingen                              |
| ---------------- | ------------------------------------------ | ------------------------------------------ | ---------------------------------------- |
| 1990             | In de Vlaamsche pot                        | Gastrol                                    |                                          |
| 1990-1994        | We zijn weer thuis                         | Evert Holvast                              |                                          |
| 1997             | Goede tijden, slechte tijden               | Max Lubeck                                 |                                          |
| 1997             | Baantjer                                   | Niod-medewerker                            | Aflevering De Cock en de moord onder nul |
| 1997-1998        | Princess Sissi                             | Tommy                                      |                                          |
| 1999             | De Zanzibar                                |                                            |                                          |
| 2000             | Dit was het nieuws                         | Zichzelf                                   |                                          |
| 2002             | Marc-Marie Opgenomen                       | Zichzelf, presentator                      |                                          |
| 2003             | Marc-Marie Rechtstreeks                    | Zichzelf, presentator                      |                                          |
| 2003-2010        | Sinterklaasjournaal                        | Sorrypiet                                  |                                          |
| 2004             | Dolce Vita                                 | Tommy                                      |                                          |
| 2004-2006        | Sinterklaas in Sesamstraat                 | Sorrypiet                                  |                                          |
| 2005             | Wie is de Mol?                             | Zichzelf, winnaar                          |                                          |
| 2006-2007        | 't Schaep met de 5 pooten                  | Lukas Blijdtschap                          |                                          |
| 2006-2020        | De Wereld Draait Door                      | Zichzelf, tafelheer                        |                                          |
| 2007             | De zomer draait door                       | Zichzelf, tafelheer                        |                                          |
| 2007             | Kerst met Marc-Marie en Yvon               | Zichzelf                                   |                                          |
| 2009             | 't Vrije Schaep                            | Lukas Blijdtschap                          |                                          |
| 2009             | Marc-Marie in 't Wild                      | Zichzelf, presentator                      |                                          |
| 2010             | Popstars                                   | Zichzelf, jurylid                          |                                          |
| 2010             | De Zaterdagavondshow met Marc-Marie & Beau | Zichzelf, presentator                      |                                          |
| 2010–2011        | 't Spaanse Schaep                          | Lukas Blijdtschap                          |                                          |
| 2013             | 't Schaep in Mokum                         | Lukas Blijdtschap & moeder Blijdtschap     |                                          |
| 2014             | Het zijn net mensen                        | Zichzelf, teamleider                       |                                          |
| 2014             | Welkom bij de Romeinen                     | Ovidius                                    |                                          |
| 2014, 2018, 2020 | Ranking the Stars                          | Zichzelf, deelnemer                        |                                          |
| 2015             | 't Schaep Ahoy                             | Lukas Blijdtschap                          |                                          |
| 2015             | Kasper en de Kerstengelen                  |                                            |                                          |
| 2015-heden       | De Slimste Mens ter Wereld                 | Zichzelf, jury                             |                                          |
| 2015-2016        | Het zijn net mensen (BE)                   | Zichzelf, teamleider                       |                                          |
| 2016             | De gevaarlijkste wegen van de wereld       | Zichzelf, deelnemer                        | Samen met Isa Hoes                       |
| 2016             | Welkom in de jaren 60                      | Sindala                                    |                                          |
| 2017             | Samson & Gert Zomerpret                    | Jaap Mengelmoes                            |                                          |
| 2018             | Als je alles hebt gehad!                   | Zichzelf, presentatieduo met Paul de Leeuw |                                          |
| 2018             | Lief Dagboek                               | Zichzelf, presentator                      |                                          |
| 2018             | Welkom in de 80-jarige Oorlog              | Schrijver Wilhelmus/wapenhandelaar         |                                          |
| 2021             | De Slimste Mens                            | Zichzelf, deelnemer                        |                                          |
| 2021             | The Masked Singer                          | Zichzelf, deelnemer, de vogelverschrikker  |                                          |
| 2022-heden       | Holland's Got Talent                       | Zichzelf, jurylid                          |                                          |
| 2024-heden       | Beste Kijkers                              | Zichzelf, teamleider                       |                                          |
| 2024-heden       | Ons kent Ons                               | Zichzelf, teamlid                          |                                          |
| 2024-heden       | Beau                                       | Zichzelf, sidekick                         |                                          |

### Film
| Jaar | Titel            | Rol                          | Opmerkingen      |
| ---- | ---------------- | ---------------------------- | ---------------- |
| 1999 | Inspector Gadget | Inspector Gadget             | Nasynchronisatie |
| 2007 | Alles is liefde  | Rudolf van Hoogstraten Bosch |                  |

- Gemeinsame Normdatei: 1068342684
- International Standard Name Identifier: 0000 0003 6916 3978
- Library of Congress Control Number: no2013063089
- MusicBrainz: 9046fffe-dace-44fc-9cd6-ac466ff5658c
- Nederlandse Thesaurus van Auteursnamen: 24583253X
- Virtual International Authority File: 280407718
- WorldCat: E39PBJh8QGkxRVYPw7pGtqr8YP